# 20-Hydroxyeicosatetraensäure
20-Hydroxyeicosatetraensäure, auch bekannt als 20-HETE, ist ein Metabolit der Arachidonsäure mit einem breiten Wirkspektrum, vor allem auf das Herz-Kreislauf-System und die Nieren. In physiologischer Weise ist 20-HETE an der Regulation des Blutdrucks und der Organdurchblutung beteiligt. Präklinische Studien legen eine Rolle von 20-HETE bei der Pathogenese von Herzinfarkten und Schlaganfällen nahe. Ein Verlust der Synthesefähigkeit von 20-HETE ist mit dem Auftreten der hereditären spastischen Paraplegien (HSP) assoziiert. Eine Überproduktion von 20-HETE kann zur Entstehung von Tumoren beitragen, insbesondere zu Mamma-Karzinomen.

## Biosynthese

### Produktion beim Menschen
20-HETE wird durch Cytochrom-P450-ω-Hydroxylasen (CYP450) aus Arachidonsäure synthetisiert. Hierbei sind in den meisten Geweben die Subtypen CYP4A und CYP4F für diese Reaktion verantwortlich. In kleinen Mengen entsteht durch diese Enzyme auch die verwandte 19-HETE. Außerdem sind die Subtypen CYP2U1 und CYP4F8 in der Lage, die beiden Formen ineinander umzuwandeln. Je nach Gewebe unterscheidet sich die Ausstattung mit den jeweiligen Enzymen jedoch zum Teil erheblich.
Das Enantiomer 19(R)-HETE ist in der Lage, die Wirkung von 20-HETE auf das Herz-Kreislauf-System zu antagonisieren.
Viele der beteiligten Enzyme sind in der Lage, ebenfalls kürzer- oder längerkettige Fettsäuren zu hydroxylieren. Damit sind sie auch für die Bildung verschiedener Prostaglandine und Leukotriene wichtig, die zusammen mit 20-HETE Entzündungsvorgänge induzieren und modulieren können.

### Produktion bei Nagetieren und anderen Tieren
Bei Mäusen werden 19-HETE und 20-HETE durch die beiden miteinander verwandten Enzyme CYP4A12A und CYP4A12B synthetisiert; die Isoform CYP4A12A ist in der männlichen Niere Androgen-abhängig aktiv. Bei Ratten sind dafür die Enzyme CYP4A1, CYP4A2, CYP4A3 und CYP4A8 verantwortlich. Die Verteilung der Enzyme in den einzelnen Geweben weicht allerdings stark von der beim Menschen ab, sodass vergleichende Studien schwierig sind.
Die Enzyme CYP2J9 (bei Mäusen), CYP2J3 (bei Ratten) und CYP2J (bei Schafen) metabolisieren Arachidonsäure in erster Linie zu 19-HETE. Die Cytochrome vom Typ CYP2J können außerdem 18-HETE bilden.

### Regulation der Biosynthese
Die Biosynthese von 20-HETE kann durch eine Reihe von Faktoren gesteigert werden. Besonders hervorzuheben sind hierbei Androgene, Angiotensin II, Endotheline und Noradrenalin. Pharmakologisch ist bei Gabe von COX-2-Hemmern wie NSARs, Opioiden und Furosemid zu beachten, dass dadurch die Biosynthese von 20-HETE gesteigert werden kann.
Gehemmt wird die Biosynthese durch Stickstoffmonoxid, Kohlenstoffmonoxid und Superoxid-Anionen. Diese physiologischen Inhibitoren wirken über eine Bindung an das Häm in den Cytochromen. Auf pharmakologischer Seite lässt sich die 20-HETE-Synthese durch Arachidonsäure-Analoga hemmen.

### Verbreitung der Enzyme
20-HETE-bildende Enzyme kommen beim Menschen in Leber, Niere, Gehirn, Lunge und Darm sehr häufig vor. In Blutgefäßen beschränkt sich die Aktivität auf die glatte Gefäßmuskulatur, während das Endothel fast keine 20-HETE bildet. Außerdem kann 20-HETE von Blutzellen wie neutrophilen Granulozyten und Thrombozyten gebildet werden.

## Metabolismus
Der wichtigste Weg zum Abbau von 20-HETE ist die Konjugation mit aktivierter Glucuronsäure im Rahmen der Biotransformation. Darüber hinaus sind viele weitere Abbauwege bekannt, bei denen teilweise wiederum selbst biologisch aktive Metabolite wie Prostaglandine und Leukotriene entstehen.

## Effekte bei Nagetieren

### Verengung der Blutgefäße
In verschiedenen Nagetiermodellen konnte gezeigt werden, dass 20-HETE in niedrigen Konzentrationen (unter 50 nmol/l) Arterien konstringieren kann. Dieser Mechanismus funktioniert über die Sensitivierung der glatten Muskelzellen für gefäßverengende Substanzen wie alpha-adrenerge Agonisten, Vasopressin, Endothelin und Angiotensin II.
20-HETE interagiert in komplexer Weise mit dem RAAS: Angiotensin II stimuliert in den präglomerulären Kapillaren der Niere die Produktion von 20-HETE. Diese Produktion wird benötigt, damit Angiotensin II seine volle vasokonstriktorische Wirkung entfalten kann. 20-HETE induziert außerdem die Transkription des Angiotensin-konvertierendes Enzym (ACE). Andere Substanzen wie Androgene und Noradrenalin stimulieren die 20-HETE Produktion ebenfalls und haben vasokonstriktorische Wirkung, die durch 20-HETE verstärkt wird.
In einem anderen Mausmodell konnte 20-HETE Kalzium-abhängige Kaliumkanäle blockieren. Dadurch wird der Kalziumeinstrom in glatten Muskelzellen durch L-Typ-Ca2+-Kanäle gefördert, was die Muskelkontraktion und damit die Vasokonstriktion verstärkt.
Bei Ratten konnte gezeigt werden, dass 20-HETE in Endothelzellen die Assoziation der NO-Synthase (eNOS) mit dem Chaperon Hsp90 inhibiert. Dadurch kann die eNOS nicht aktiviert werden. So können die Zellen kein vasodilatierendes NO synthetisieren und potentiell schädliche Superoxid-Anionen können sich im Zytosol anreichern.
20-HETE kann Arterien ebenfalls direkt über die Aktivierung des Thromboxan-A2-Rezeptors verengen (weiteres dazu im Abschnitt Gefäßtonus).
Diese vasokonstriktorischen Effekte können den Blutfluss in spezifischen Teilen des Körpers vermindern. Bei systemischer Wirkung kann 20-HETE damit den Blutdruck erhöhen.

### Verletzung von Blutgefäßen
Ratten, bei denen die Arteria carotis communis selektiv geschädigt wurde, zeigten im Anschluss erhöhte Aktivität von CYP4A und infolgedessen auch erhöhte Spiegel von 20-HETE im betroffenen Gewebe. Die Inhibition der 20-HETE-produzierenden Enzyme konnte die Intimaproliferation und die Umstrukturierung der Gefäßstruktur am geschädigten Endothel deutlich vermindern. Diese Effekte legen nahe, dass 20-HETE physiologischerweise an der Heilung von Gefäßverletzungen beteiligt ist.

### Thrombosen
Im C57BL/6-Mausmodell wurde gezeigt, dass 20-HETE die Entwicklung von Thrombosen in der Arteria carotis communis und der Arteria femoralis beschleunigen kann und dabei den Blutfluss durch die betroffenen Gefäße reduziert. Studien an menschlichen Zellen aus Umbilikalvenen zeigen, dass 20-HETE als extrazellulärer Aktivator von Kinasekaskaden wirken kann, die die Freisetzung des Thrombose-fördernden Von-Willebrand-Faktors erhöhen.

### Renale Absorption
Im Tiermodell kann 20-HETE die Proteinkinase C (PKC) in den Epithelzellen des Nierentubulus aktivieren. Die aktivierte PKC phosphoryliert und hemmt die Natrium-Kalium-ATPase und blockiert außerdem den Natrium-Kalium-Chlorid-Symporter (NKCC) und einen Kaliumkanal in der aufsteigenden Henle-Schleife. Dadurch wird die Resorption von Natrium und Wasser im Nephron reduziert und damit der Blutdruck gesenkt.

### Bluthochdruck
Wie oben bereits beschrieben kann 20-HETE den Blutdruck sowohl steigern als auch senken. Die Effekte von 20-HETE sind komplex, wie die nachfolgenden Studien am Tiermodell zeigen. Viele der Modelle scheinen ähnliche Effekte wie beim Menschen auszulösen. So haben zum Beispiel Männer öfter Bluthochdruck als Frauen; dieses Verhältnis ändert sich jedoch bei der Betrachtung von Frauen nach der Menopause mit relativ gesehen höheren Androgenspiegeln.

#### Spontaner Bluthochdruck
Spontan hypertensive Ratten zeigen erhöhte Spiegel von CYTP4A2 und 20-HETE. Bei Blockade der 20-HETE-Produktion konnte der Blutdruck vor allem bei weiblichen Tieren nach der Menopause deutlich gesenkt werden.

#### Salz-sensitiver Bluthochdruck
Salz-sensitive Ratten entwickeln bei hoher Salzaufnahme sehr schnell eine arterielle Hypertonie, die durch die Reduktion des Salzkonsums sehr gut behandelt werden kann. In diesem Modell zeigen Ratten einen hochregulierten CYP4A/20-HETE-Stoffwechsel im zerebralen Gefäßsystem und eine gesteigerte Produktion von reaktiven Sauerstoffspezies (ROS) in den Endothelzellen, die wiederum den CYP4A/20-HETE-Stoffwechsel stimulieren. Die Inhibition von CYP4A und der 20-HETE-Produktion kann den Blutdruck senken. Der Bluthochdruck in diesem Modell tritt bei männlichen Ratten gehäuft auf und scheint durch Vasopressin und das RAAS beeinflusst zu werden.
In einem anderen Modell konnte gezeigt werden, dass die Wirkung von 20-HETE auf den Blutdruck nicht nur vom betroffenen Organ, sondern auch von den einzelnen Gebieten eines Organs abhängt: Während in der Nierenrinde die 20-HETE-Produktion durch einen Inhibitor nicht gesenkt werden konnte und der Blutdruck dadurch anstieg, wirkte derselbe Inhibitor im Nierenmark.

#### Androgen-induzierter Bluthochdruck
Die Gabe von Androgenen verursacht bei männlichen und weiblichen Ratten Bluthochdruck. Dieser Druckanstieg kann durch Inhibitoren von CYP4A und anderen 20-HETE-synthetisierenden Enzymen deutlich reduziert werden.

#### Gentechnisch-bedingter Bluthochdruck
Transgene Mäuse mit einer Überexpression von CYP4A12 entwickeln einen Androgen-unabhängigen Bluthochdruck, der mit erhöhten 20-HETE-Spiegeln assoziiert ist. Dieser kann durch einen CYP4A-selektiven Inhibitor vollständig behandelt werden. Männliche Mäuse, die das CYP4A14 durch Gen-Knockout nicht exprimieren, entwickeln eine Androgen-abhängige Hypertonie. Dieses scheinbar paradoxe Ergebnis ist auf die reaktive Überexpression von CYP4A12A zu erklären. Der Knockout des CYP4A14, das keine 20-HETE produziert, führt zu einer gesteigerten Expression des 20-HETE-produzierenden CYP4A149 und daraus folgender Überproduktion von 20-HETE. Bei diesem Versuch konnten außerdem Indizien dafür gewonnen werden, dass der gesteigerte Blutdruck unter anderem durch den vermehrten Einbau des Natrium-Protonen-Antiports 3 in der Niere verursacht wird. Ergebnisse aus den CYP4A12-transgenen Mäusen unterstützen diese These.
Mäuse ohne CYP4A10 haben bei einer salzarmen Diät normale Blutdrücke, bei normalem oder gesteigertem Salzkonsum jedoch Bluthochdruck. Dieser Effekte beruht auf einem renalen Mangel an CYP2C44 infolge des Verlusts von CYP4A10. CYP2C44 metabolisiert Arachidonsäure zu einer Reihe vasodilatativ-wirkender Substanzen. Der gesteigerte Blutdruck kann durch eine Aktivierung von CYP2C44 wirkungsvoll behandelt werden.

## Effekte beim Menschen

### Genetische Studien

#### CYP4A11-Polymorphismus
Das humane CYP4A11 stimmt in seiner Aminosäuresequenz zu großen Teilen mit zwei Cytochromen bei Mäusen überein. Daher liegt die Vermutung nahe, dass auch die Funktion beim Menschen zumindest ähnlich ist. Beispielsweise sorgt ein Defekt im menschlichen CYP4A11 für Bluthochdruck, genauso wie ein Defekt im murinen CYP4A14.
Bei einer Variante des Gens von CYP4A11 ist an Stelle 8590 ein Thymidin durch ein Cytosin ersetzt. Das führt im Protein zu einem Aminosäureaustausch, der die Enzymaktivität von CYP4A11 im Bezug auf die Produktion von 20-HETE vermindert, was mit arterieller Hypertonie in Zusammenhang gebracht werden konnte. Auch eine Mutation in der Promotorregion von CYTP4A11, die mit verminderter Transkription einhergeht, ist mit Bluthochdruck assoziiert. Außerdem konnte bei einer weiteren Mutation ein erhöhtes Risiko für Schlaganfälle nachgewiesen werden.

#### CYP4F2-Polymorphismus
Auch beim CYP4F2 konnte eine Mutation nachgewiesen werden, die mit verminderter 20-HETE-Syntheseaktivität und vor allem bei Männern mit erhöhtem Blutdruck einhergeht. Ebenfalls konnte eine erhöhte Rate an Schlaganfällen und Herzinfarkten nachgewiesen werden. Eine Mutation in einem Intron konnte ebenfalls mit Bluthochdruck in Verbindung gebracht werden.

#### CYP2U1-Mutationen
Eine Mutation (c.947A>T) im CYP2U1 konnte bei einer kleinen Patientengruppe mit dem Auftreten von hereditären spastischen Paraplegien (HSP) in Verbindung gebracht werden. Die Mutation verursacht einen Aminosäureaustausch im aktiven Zentrum des Enzyms (Asp>Val). Der Aminosäureaustausch kann damit zu einer Dysfunktion der Mitochondrien führen. Eine weitere Mutation im CYP2U1 (c.1A>C/p.Met1?) liegt bei unter einem Prozent der HSP-Patienten vor. Obwohl die Rolle von 20-HETE bei diesen Mutationen nicht belegt ist, könnte die reduzierte Produktion von 20-HETE und die damit einhergehende verminderte Aktivierung des TRPV1-Rezeptors im Nervengewebe zur Krankheit beitragen.

### Krebs

#### Brustkrebs
Zwei menschliche Brustkrebs-Zelllinien wurden gentechnisch zur Überexpression von CYP4Z1 und VEGF induziert. Durch die vermehrte Synthese von CYP4Z1 wurde auch 20-HETE vermehrt produziert. Wenn diese Zellen in ein Mausmodell transplantiert werden, zeigt sich ein deutlich gesteigertes Tumorwachstum im Vergleich zu normalen 20-HETE-Spiegeln. Bei Gabe von Isoliquiritigenin, einem Medikament zur Krebsbehandlung, das Apoptose auslösen kann, konnte neben anderen Effekten gezeigt werden, dass die Produktion von 20-HETE abnimmt. Wenn man diesen Zellen zusätzlich 20-HETE zusetzt, kann die Apoptose verhindert werden. Durch Isoliquiritigenin kann auch die Metastasierung von Tumoren gehemmt werden. Dieser Mechanismus beruht ebenfalls auf einer Reduktion der 20-HETE-Produktion. Auch die durch VEGF und andere Stoffe induzierte Vaskularisierung des Tumorgewebes kann durch die Hemmung der 20-HETE-Synthese vermindert werden.
Im 3′-untranslatierten Bereich der mRNAs von CYP4Z1 und dem Pseudogen CYP4Z2P finden sich viele gleiche miRNA-Bindungstellen. Durch Bindung von spezifischen miRNAs kann die Translation von CYP4Z1 gehemmt werden. Bei Expression von CYP4Z2P binden die miRNAs an diese mRNA und CYP4Z1 und damit 20-HETE kann wieder gebildet werden. Außerdem stimulieren die miRNAs in Brustkrebszellen über den MAPK/ERK-Signalweg die Produktion von VEGF und damit die Vaskularisierung des Tumorgewebes.
In Brustkrebsgewebe werden die Cytochrome CYP4Z2, CYP4A11, CYP4A22, CYP4F2 und CYP4F3 vermehrt exprimiert. Da diese Enzyme 20-HETE synthetisieren scheint ein Zusammenhang zwischen der 20-HETE-Produktion und dem Auftreten von Brustkrebs zu bestehen.

#### Andere Krebsarten
20-HETE stimuliert das Wachstum von menschlichen Gliomen. Wenn diese Zellen gentechnisch so verändert werden, dass sie CYP4Z1 überexprimieren, so steigert sich die Syntheserate von 20-HETE, was zu einem rapiden Wachstum führt. Dieser Effekt kann durch die Inhibition der 20-HETE-Produktion verhindert werden. Ähnliche Effekte konnten beim nicht-kleinzelligen Lungenkrebs gefunden werden. Ein selektiver Inhibitor der 20-HETE-Produktion und ein Antagonist von 20-HETE konnten das Wachstum von Nierentumoren in zwei Zelllinien vermindern.
In Ovar-, Kolon-, Schilddrüsen- und Lungenkarzinomen wurde eine vermehrte Expression der mRNA von CYP4A11, CYP4A22, CYP4F2 und/oder CYP4F3 nachgewiesen. Diese ist mit einem erhöhten Spiegel von CYP4F2 und damit der vermehrten Synthese von 20-HETE aus Arachidonsäure assoziiert. Ovarial-Karzinome exprimieren außerdem vermehrt mRNA für CYP4Z1, was mit einer schlechteren Prognose in Verbindung steht.
Während diese Studien darauf hindeuten, dass CYP4A11, CYP4A22, CYP4F2 und/oder CYP4F3 20-HETE produzieren, was wiederum das Wachstum der genannten Krebserkrankungen in Modellsystemen fördert und dies daher auch bei menschlichen Krebsarten tun kann, bedarf diese Erkenntnis eindeutig weiterer Untersuchungen. Zum Beispiel blockiert ein Inhibitor der 20-HETE-Produktion das Wachstum von Gliomzellen des menschlichen Gehirns in Kultur. Da für diese Zellen jedoch nicht gezeigt werden konnte, dass sie 20-HETE produzieren, wird angenommen, dass ein anderer Metabolit für die Aufrechterhaltung des Zellwachstums verantwortlich ist. Auch bisher unbekannte Nebenwirkungen des Inhibitors könnten für diese Effekte verantwortlich sein.

### Thrombozyten-Aggregation
20-HETE inhibiert die Aggregation von Thrombozyten durch direkte Konkurrenz um die Enzyme, die Arachidonsäure in Prostaglandine und Leukotriene umwandeln (kompetitiver Inhibitor). Außerdem metabolisieren die Thrombozyten 20-HETE zu 20-Hydroxyl-Analoga von Prostaglandin H2 und Thromboxan A2, die fast vollständig inaktiv sind, aber die Synthese der eigentlichen Arachidonsäure-Derivate hemmen. Des Weiteren blockiert 20-HETE die Rezeptoren für Thromboxan A2 kompetitiv, sodass auch hier nur eine verminderte Wirkung eintreten kann. Durch diese drei Effekte sorgen für die aggregrationshemmende Wirkung von 20-HETE. Damit diese Effekt jedoch voll zum Tragen kommen sind allerdings Konzentrationen erforderlich, die weit über den physiologischen Spiegeln liegen. Daher sind diese Effekte eher pharmakologischer Natur.

### Gefäßtonus
20-HETE kann Arteriolen über Bindung an den Thromboxan-A2-Rezeptor direkt konstringieren. Hierbei konnte ebenfalls nachgewiesen werden, dass die Produktion von 20-HETE durch erhöhten Blutfluss induziert werden kann. Daher wird vermutet, dass 20-HETE eine Rolle bei der Autoregulation der Durchblutung spielt, die besonders in den Nieren und im Gehirn ausgeprägt ist.

### Metabolisches Syndrom
Eine Studie mit 30 Personen, die unter dem metabolischen Syndrom leiden, konnte signifikant erhöhte Plasma- und Urinspiegel von 20-HETE im Vergleich zur Kontrollgruppe nachweisen.

## Weiteres
Bei Mäusen und Menschen konnte gezeigt werden, dass 20-HETE den Kationenkanal TRPV1 (Transient Receptor Potential, Unterfamilie V, Subtyp 1 bzw. Vanilloid-Rezeptor 1) aktivieren kann. Dieser steht im Zusammenhang mit Schmerz- und Hitzewahrnehmung.